# Biały orzeł (film 1928)
Biały orzeł (ros. Белый орёл) – radziecki dramat historyczny z 1928 roku w reżyserii Jakowa Protazanowa na podstawie powieści Leonida Andriejewa Gubernator.